# Шипов Лес (станция)
Шипов Лес — промежуточная грузовая железнодорожная станция тупикового ответвления Бутурлиновка — Павловск-Воронежский Юго-Восточной железной дороги возле села Воронцовка в Павловском районе Воронежской области.

## История
В 1970-е годы построена железнодорожная линия Бутурлиновка — Павловск к предприятию «Павловскгранит», предназначенная для вывоза щебня. Предприятие начало работать 1 июля 1976 года — это и есть наиболее вероятная дата начала эксплуатации железной дороги. Ныне станция Павловск-Воронежский — наибольшая по объёму отправляемых грузов станция Воронежской области. Южнее станции Павловск-Воронежский есть «островная» электрификация.

## Местная работана станции
Станция открыта для грузовой работы.

### Параграфы
3. Прием и выдача грузов повагонными и мелкими отправками, загружаемых целыми вагонами, только на подъездных путях и местах необщего пользования.

### Коммерческие операции, выполняемые на станции
7. Приём/выдача повагонных и мелких отправок (подъездные пути)